# Say, Niger
Say este o comună urbană din departamentul Say, regiunea Tillabéri, Niger, cu o populație de 45.519 locuitori (2001).